# Laricsev-példatár
A Laricsev-példatár algebrai feladatok gyűjteményét tartalmazó példatár volt a középiskolák számára.
Nevét Pavel Afanaszjevics Laricsev (Павел Афанасьевич Ларичев) (Grjazovec, 1892. február 16. – Moszkva, 1963. március 12.) szovjet pedagógusról kapta, aki az 1940-es évektől pedagógia-módszertani kutatásokat végzett, és ennek keretében alkotta meg a több ezer matematikai feladatot tartalmazó példatárat.
Első kiadása két kötetben a Szovjetunióban 1951-ben jelent meg, amelyet nagyon hamar lefordítottak az összes szovjet köztársaság, valamint a szocialista országok nyelvére. A példatár tartalmazta a feladatok végeredményét, de a levezetést, az addig vezető utat nem. Többek között ez tette lehetővé, hogy az 1960-as évektől a matematikai érettségi feladatokat is a Laricsev-példatárból adták úgy, hogy csak a feladat sorszámát adták meg.
A Szovjetunió magyar nemzetiségű iskolái számára a II. világháború után P. A. Laricsev szovjet szerző nevével a Közoktatásügyi Kiadóvállalat Algebrai feladatok gyűjteménye című matematika példatárt adott ki 1952-ben középiskolák I–IV. osztálya számára. A feladatgyűjtemény feltételezett első magyar kiadása 676 oldalon történt, majd az évek során többször kisebb terjedelemben is kiadták (például Kiev-Uzsgorod 1956-os kiadása) a kárpátaljai magyar középiskolások számára.
Magyarországon az első magyar nyelvű kiadást a Kossuth Könyvkiadó jelentette meg 1952-ben a Szocialista Nevelés Könyvtára sorozat 46. köteteként. Érdekesség, hogy a Laricsev-példatárhoz igazították az 1952 után megjelenő új matematikakönyvek algebrai részét is, amelyek abban az időben váltották fel a korábbi oktatási módszertan alapján készült könyveket.
A Laricsev-féle matematikai példatár mintegy 20 évig az egyetlen Magyarországon forgalomban levő algebrai feladatgyűjtemény volt, amelyet minden évben kiadtak. 1971-ben jelent meg vele párhuzamosan az első „alternatív” matematikai feladatgyűjtemény. Az új feladatgyűjtemény előszava még az 1982-es 12. kiadásban is megemlékezett az elődről: „Amikor ezt a feladatgyűjteményt útjára bocsátjuk, nem tehetjük anélkül, hogy ki ne fejezzük elismerésünket a Laricsev-féle algebrai feladatgyűjtemény iránt. Ez volt az első feladatgyűjtemény, amely az elméleti anyagot adó tankönyvek mellett majdnem húsz éven át segítette a magyar pedagógusokat és a diákságot az algebra begyakorlásában, a feladatmegoldó készség fejlesztésében, a logikus gondolkozás tökéletesítésében. Ez a kitűnő feladatgyűjtemény segített megtenni azt a hatalmas lépést, amely a régi matematikatanítás és -tanulás merev, sokszor teljesen formális ismereteket adó módját átvitte a dinamikus, alkalmazásra is kész, összefüggéseket feltáró, a gondolkozást hatékonyan fejlesztő ismeretek elsajátítási módjához. Elismerésünket fejezzük ki avval is, hogy igen sok feladatot, feladatsort megtartottunk a Laricsev-féle gyűjteményből.”

## „A Laricsev” mint fogalom
A Laricsev-féle matematikai példatár az akkoriban felnövekvő nemzedék számára fogalommá vált. Hivatkozásként és hasonlatként számos irodalmi alkotásban és publicisztikában is megjelent. Néhány példa a név, illetve példatár használatára:
- „A Csirkefej egy magam elé tűzött házi feladat volt. Olyasmi ez, mint amikor az ember számtanpéldákat old meg. Csak az a különbség, hogy a Laricsev-féle gyűjtemény végén ott van a megoldás is, itt pedig nincs.”[13]
- „Nem áll nehézfejű ember hírében: annak idején a gimnáziumban még a nagy Laricsev matematikafeladványait is meg tudta oldani. De most ezt a feladványt, az Alkotmánybíróság minapi döntését nem érti.”[14]
- „Az én egyenletem vagy tételem így hangzik: a táj = méhek. Az egyenlőségjel legalább olyan ingerlőén – szilárdan áll itt, jelzem, mint a rettegett, diákköri Laricsev-példatár egynémely színvonalasabb matézisdarabjában.”[15]
- „Mától már nem fizethetünk egy- és kétforintossal, ami miatt különösebben nem vagyok elkeseredve. Persze vásárláskor okoz ez némi bonyodalmat is, le- és felkerekítünk majd. Hogy ez miképp zajlik a kasszáknál kunkorodó sorok mentén, kidolgozták a haditervet. Olvashattunk, láthattunk már erről különböző útmutatókat. Semmi más dolgunk nincs hát, mint Laricsev-példatárral, számológéppel felmálházva ellenőrizzük, jól számoltak-e?”[16]
- „Ha kell, a teljes Laricsev-táblázatot, sőt, Solohov Csendes Donjának mind a négy kötetét könnyebben megtanultam volna másnap reggelre, mint hogy értelmezzem a vargai receptet.”[17]
- „… bár egyikünk sem Laricsev, megszámoltuk, hogy a kandúrnak mindössze három lába van…”[18]